# 大平台 (浜松市)
大平台（おおひらだい）は、静岡県浜松市中央区の町名。現行行政地名は大平台一丁目から大平台四丁目。住居表示実施済み。

## 地理
佐鳴湖西岸に位置する。中央区入野地区に属する。西から北で神ケ谷町、北東で富塚町、東で佐鳴湖越しに佐鳴台、南で入野町、南西で西鴨江町と隣接する。町域東側は佐鳴湖公園となっており、根川湿地が保全され佐鳴湖に面している。

## 歴史
1990年代末期に地名が決定し、近年新興住宅街として整備された。開発前は佐鳴台同様に森林が広がる台地で、南北に細い道が通っていた程度である。
整備前の住所は、こちらも佐鳴台同様に入野町（北部の一部は神ヶ谷町）であった。整備の前には緑が広がっていた地域でもあり、近年の自然保護活動の観点からはその開発行為を自然破壊の一環（森林破壊など）と捉え疑問視される事もある。特に、すぐ近くの佐鳴湖は自然公園でもあり、自然の景観が損なわれる事、また野鳥の観察スポットでも知られている事などから、大平台整備への非難は高かった。
なお、中央の大通り（通称：市道柏原上島線）は2009年に篠原町（国道1号篠原東交差点）〜富塚町（静岡県道48号舘山寺鹿谷線）まで繋がったが、将来的には浜松球場の横を抜けて上島まで延伸される計画である。上島側は数百メートルのみ1980年代にすでに完成しているが、今のところ延伸工事が進む気配はない。

## 世帯数と人口
2018年（平成30年）12月1日現在の世帯数と人口は以下の通りである。
| 丁目         | 世帯数    | 人口    |
| ------------ | --------- | ------- |
| 大平台一丁目 | 402世帯   | 1,097人 |
| 大平台二丁目 | 613世帯   | 1,777人 |
| 大平台三丁目 | 811世帯   | 1,914人 |
| 大平台四丁目 | 825世帯   | 2,022人 |
| 計           | 2,651世帯 | 6,810人 |

## 小・中学校の学区
市立小・中学校に通う場合、学区は以下の通りとなる。
| 丁目         | 番・番地等 | 小学校               | 中学校             |
| ------------ | ---------- | -------------------- | ------------------ |
| 大平台一丁目 | 全域       | 浜松市立大平台小学校 | 浜松市立入野中学校 |
| 大平台二丁目 | 全域       | 浜松市立大平台小学校 | 浜松市立入野中学校 |
| 大平台三丁目 | 全域       | 浜松市立大平台小学校 | 浜松市立入野中学校 |
| 大平台四丁目 | 全域       | 浜松市立大平台小学校 | 浜松市立入野中学校 |

## 施設
- 静岡県立浜松大平台高等学校 - 2006年（平成18年）に開校した県立高等学校。浜松市内にあった浜松城南高等学校と農業経営高等学校が統合し、大平台に移転して開校した。
- 浜松市立大平台小学校
- さなる幼稚園
- 佐鳴湖公園
- 西岸中央公園
- 永福寺
- 遠鉄ストア大平台店
- 杏林堂大平台店

## 交通

### 鉄道
町内に鉄道は通っていない。

### バス
- 遠鉄バス
  - 8・8-22・9・9-22大平台線：（浜松駅方面 - ）大平大橋 - 大平台4丁目 - 大平台高校 - 遠鉄ストア大平台店 - 大平台3丁目東 - 大平台2丁目南 - 大平台2丁目北 - 大平台1丁目

### 道路
- 都市計画道路上島柏原線

## その他

### 日本郵便
- 郵便番号 : 432-8068[3]（集配局：浜松西郵便局[8]）。

### 警察
町内の警察の管轄区域は以下の通りである。
| 番・番地等 | 警察署       | 交番・駐在所 |
| ---------- | ------------ | ------------ |
| 全域       | 浜松西警察署 | 入野交番     |